# Gymnocalycium bodenbenderianum
Gymnocalycium bodenbenderianum (укр. Гімнокаліціум Боденбендера, Гімнокаліціум боденбендеріанум) — сукулентна рослина з роду гімнокаліціум (Gymnocalycium) родини кактусових (Cactaceae).

## Історія

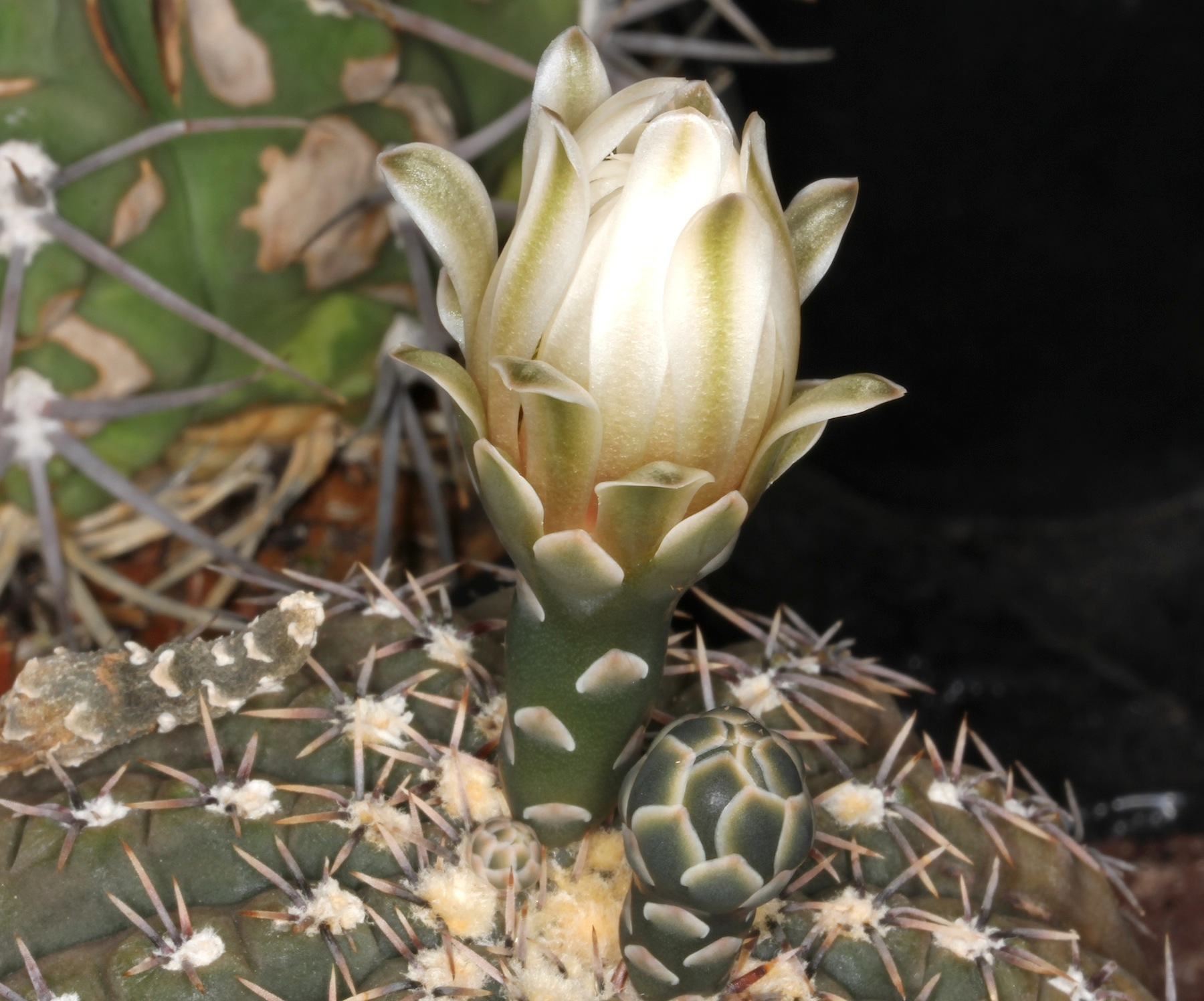
Бутон Gymnocalycium bodenbenderianum

Вид вперше описаний німецьким ботаніком Алвіном Бергером (нім. Alwin Berger; 1871—1931) у 1929 році у виданні нім. «Kakteen» як вид роду ехінокактус (Echinocactus) за назвою Echinocactus bodenbenderianus, запропонованою іншим німецьким ботаніком Карлом Хоссеусом (нім. Carl Curt Hosseus; 1878—1950). У 1933 році британський ботанік Артур Вільям Гілл (англ. Arthur William Hill; 1875—1941) відніс його до роду гімнокаліціум (Gymnocalycium).

## Етимологія
Видова назва дана на честь аргентинського мінеролога німецького походження, доктора Вільгельма Боденбендера (нім. Wilhelm Bodenbender, 1857—1941).

## Ареал і екологія
Gymnocalycium bodenbenderianum є ендемічною рослиною Аргентини, де він зустрічається у провінціях Катамарка, Кордова, Ла-Ріоха, Сан-Хуан, і Сантьяго-дель-Естеро. Рослини зростають на висоті від 100 до 1100 метрів над рівнем моря в екорегіоні Монте, на засолених луках і в чако-лісі.

## Морфологічний опис
| Орган   | Опис |
| ------- | --- |
| Стебло  | плоске, дископодібне, ледве піднімається над землею, колір від коричневого до сіро-зеленого, 2-3 см заввишки, до 8 см в діаметрі. |
| Ребер   | 11-15, низькі, округлі, чітко горбисті.                                                                                           |
| Колючки | 3-7, міцні, вигнуті до стебла, чорно-коричневого кольору, з віком сіріють, до 1 см завдовжки.                                     |
| Квіти   | від білуватих до світло-рожевих, 3.5-6 см завдовжки, квіткова трубка вузька.                                                      |
| Тичинки | |
| Маточка | |
| Плоди   | яйцеподібні, сині-зелені, до 2 см або довші і 1 см в діаметрі.                                                                    |
| Насіння | |

## Різновиди
Визнано два різновиди Gymnocalycium bodenbenderianum номінаційний підвид — Gymnocalycium bodenbenderianum subsp. bodenbenderianum і підвид intertextum — Gymnocalycium bodenbenderianum subsp. intertextum (Backeb. ex H.Till) H.Till.
- Підвид bodenbenderianum має 11-14 низьких, округлених ребер і 3-5 колючок, зростає у провінціях Кордова і Ла-Ріоха.
- Підвид intertextum має 13-15 округлих ребер з чітко вираженими буграми і 5-7 колючками; зростає на півночі Аргентини.

## Споріднені види
Дуже важко також провести межу між Gymnocalycium bodenbenderianum і Gymnocalycium quehlianum, до того ж обидва вони близькоспоріднені різним формам Gymnocalycium stellatum і Gymnocalycium ochoterenai. У більшості колекцій під назвою Gymnocalycium bodenbenderianum фігурують лише різні форми Gymnocalycium stellatum.

## Чисельність, охоронний статус та заходи по збереженню
Gymnocalycium bodenbenderianum входить до Червоного списку Міжнародного союзу охорони природи видів, з найменшим ризиком (LC).
Вид поширений і рясний. Серйозних загроз для цього виду немає.
Gymnocalycium bodenbenderianum зустрічається на природоохоронних територіях — в заповіднику Гуасамайо і національному парку Талампая.
Охороняється Конвенцією про міжнародну торгівлю видами дикої фауни і флори, що перебувають під загрозою зникнення (CITES).

## Використання
Невідомо щодо використання та торгівлі цим видом.